# كينيث إم. كورتيس
كينيث إم. كورتيس (بالإنجليزية: Kenneth M. Curtis)‏ هو دبلوماسي وضابط ومحامي أمريكي، ولد في 8 فبراير 1931 في ليدز في الولايات المتحدة.

## وصلات خارجية
- كينيث إم. كورتيس على موقع إن إن دي بي (الإنجليزية)